# Don Simpson
Donald Clarence "Don" Simpson (Seattle, Washington, 1943. október 29. – Los Angeles, Kalifornia, 1996. január 19.), amerikai producer, forgatókönyvíró és színész. Jerry Bruckheimer állandó producer és üzlettársa.

## Élete
Simpson Seattle-ben született, Russell J. Simpson gépész és Hazel (Clark) a háziasszony gyermekeként. Simpson Oregon-ba járt egyetemre és a diploma megszerzése után San Franciscóba költözött, ahol színházi reklámügynökségen dolgozott.
Simpson sosem volt házas. A You'll Never Make Love in This Town Again című könyv (amiben négy prostituált írta le történeteit a hollywood-i hírességekkel való "szexuális találkozásaikról") kitér arra, hogy Simpson a szadomazochizmus rajongója volt.
A 70-es évek elejétől  Los Angeles-ben élt. Simpson 1973-ban munkát kapott a Paramount Picturesnél és ott megírta a  Flúgos futam forgatókönyvét és szerepelt is a filmben. 1981-ben a Paramount elnöke lett, de csak 1982-ig, mikor otthagyta a céget és Jerry Bruckheimerrel összefogva folytatta filmes karrierjét és olyan anyagilag sikeres filmeket készítettek mint a Flashdance (1983), Beverly Hills-i zsaru (1984) vagy a Top Gun.
1990-ben Simpson és Bruckheimer öt évre szóló megállapodást írt alá a Paramounttal, de a megállapodás nem volt hosszú életű, mert a Mint a villám című film miatt megromlott a Stúdió és a producerpáros viszonya. A Paramount főnökei túlköltekezéssel vádolták meg Simpsonékat és röviddel ezután a duó felbontotta a szerződését a filmstúdióval és a Disney-vel állapodtak meg, hogy filmjeiket forgalmazzák. Az első Disney-produkciójuk, az Egy híján túsz, a kasszáknál megbukott, de a többi filmjük (Veszélyes kölykök , Az utolsó esély és a Bad Boys – Mire jók a rosszfiúk?) óriási anyagi sikereket ért el.

## Halála
Simpson az 1980-as évek óta használt kokaint és különböző, erős hatású gyógyszereket. James Toback forgatókönyvíró szerint David Geffen, és Jeffrey Katzenberg megpróbálta lebeszélni Simpsont a túlzott gyógyszer használatról.
Simpson növekvő kábítószer és gyógyszer függősége miatt megromlott a viszonya  Jerry Bruckheimerrel is és megállapodtak, hogy A szikla lesz az utolsó közös munkájuk.
1996. január 19-én Simpson-t holtan találták Los Angeles-i otthonában. A boncolási és toxikológiai jelentés azt állapította meg, hogy Simpson kábítószer-túladagolás (kokain és különböző vényköteles gyógyszerek keveréke) okozta szívelégtelenség miatt halt meg. Halála idején huszonegy különböző gyógyszer volt a szervezetében, beleértve az antidepresszánst, stimulánsokat, nyugtatókat és altatókat. 1996 augusztusában a Los Angeles Times riportere kiderítette, hogy a Simpson tizenöt különböző orvossal íratott nagy mennyiségű vényköteles gyógyszereket és a rendőrség az otthonában 2200 gyógyszert talált. Charles Fleming újságíró 1998-as könyve arról számolt be, hogy a Simpson, a halála körüli időszakban a vényköteles gyógyszereinek költsége meghaladta a 60 000 dollárt havonta.
A szikla című film a stáblistán megemlékezett az elhunyt Simpsonra.

## Filmjei
| Év   | Cím                              | Szerep                        | Megjegyzés                                                      |
| ---- | -------------------------------- | ----------------------------- | --------------------------------------------------------------- |
| 1975 | Aloha, Bobby and Rose            | –                             | Író, nincs feltüntetve                                          |
| 1976 | Flúgos futam                     | A kerületi ügyész asszisztene | Író Donald C. Simpson néven                                     |
| 1983 | Flashdance                       | –                             | Producer                                                        |
| 1984 | Beverly Hills-i zsaru            | –                             | Producer                                                        |
| 1984 | Thief of Hearts                  | –                             | Producer                                                        |
| 1986 | Top Gun                          | –                             | Producer                                                        |
| 1987 | Beverly Hills-i zsaru 2.         | –                             | Producer                                                        |
| 1990 | Mint a villám                    | Aldo Bennedetti               | Producer                                                        |
| 1994 | Egy híján túsz                   | –                             | Executive producer                                              |
| 1995 | Bad Boys – Mire jók a rosszfiúk? | –                             | Producer                                                        |
| 1995 | Az utolsó esély                  | –                             | Producer                                                        |
| 1995 | Veszélyes kölykök                | –                             | Producer                                                        |
| 1996 | A szikla                         | –                             | Producer, utolsó filmje, (megemlékeznek a stáblista alatt róla) |

## Fordítás
- Ez a szócikk részben vagy egészben  a   Don Simpson című angol Wikipédia-szócikk fordításán alapul.  Az eredeti cikk szerkesztőit annak laptörténete sorolja fel. Ez a jelzés csupán a megfogalmazás eredetét és a szerzői jogokat jelzi, nem szolgál a cikkben szereplő információk forrásmegjelöléseként.

## További információ
- Don Simpson a PORT.hu-n (magyarul)
- Don Simpson az Internetes Szinkronadatbázisban (magyarul)
- Don Simpson az Internet Movie Database-ben (angolul)
- Don Simpson a Rotten Tomatoeson (angolul)